# Stadsstadion Tovuz
Het Stadsstadion Tovuz is een voetbalstadion in de Azerbeidzjaanse stad Tovuz. In het stadion speelt PFK Turan Tovuz haar thuiswedstrijden.